# Obligato
Der Ausdruck Obligato (ital., von lateinisch obligatus: „festgelegt, verbindlich“) in der klassischen Musik bedeutet, dass die bezeichnete Stimme nicht weggelassen werden darf, im Gegensatz zur Partitur-Vortragsbezeichnung ad libitum. 
Ihre Wurzeln hat diese Anweisung in der Barockmusik, wo im Gegensatz zu einer schriftlich ausgearbeiteten Obligato-Stimme die begleitenden Continuo-Stimmen meist nicht voll ausgeschrieben waren. Eine konzertierende Stimme wurde im Unterschied zu diesen Ripieno-Stimmen zum Beispiel als Violino obligato bezeichnet. Auch eine detailliert ausgearbeitete Begleitung konnte im Unterschied zum skizzierten Generalbass mit obligato bezeichnet werden (obligates Akkompagnement). 
Dagegen wurde in Partituren ab dem 19. Jahrhundert meist jede Stimme ausgeschrieben, so dass die Verwendung dieses Zusatzes selten wurde. Die Vorschrift eines Instruments mit dem Zusatz obligato bedeutet nach wie vor, dass dieses nicht weggelassen werden darf, wie die Violine obligat in der Salonmusik. 
In Musiktraktaten des 16. und des 17. Jahrhunderts konnte sich obligato auch auf den Basso ostinato beziehen.

## Jazz
Im Jazz kann obligato auch eine improvisierende Begleitung zur Hauptstimme bedeuten. Der Ausdruck wird zunächst vor allem im New Orleans Jazz in Bezug auf die Improvisation der Klarinette verwendet, die das die Melodiestimme spielende Kornett umspielt. Aber auch in anderen Jazzformen kann das Obligato vorkommen. So zum Beispiel im Zusammenspiel von Billie Holiday und Lester Young oder Gerry Mulligan und Paul Desmond.